# Contratto di formazione e lavoro
Il contratto di formazione e lavoro è stato un contratto di lavoro subordinato a tempo determinato previsto dall'ordinamento giuridico della Repubblica italiana.
Introdotto con la legge 19 dicembre 1984, n. 863, è stato in seguito sostituito dal contratto di inserimento previsto dal decreto legislativo 10 settembre 2003, n. 276. (cosiddetta Legge Biagi), successivamente abrogato negli articoli da 54-59 dall'art. 1, co.14, legge 92/2012, consentendo quindi l'utilizzo del contratto di formazione e lavoro solo da parte delle Pubbliche Amministrazioni.

## Descrizione
Esso prevedeva l'obbligo per il datore di lavoro di fornire, oltre alla retribuzione, una specifica attività formativa; e per il lavoratore, oltre a rendere la prestazione, anche di seguire con diligenza la formazione stessa.
Si è trattato di un tipo di contratto di lavoro con funzione formativa "a causa mista", simile al contratto di apprendistato, per la tassatività della durata, per la possibilità di assumere con inquadramento inferiore a quello previsto per la qualifica da conseguire, per la presenza di sgravi contributivi, per l'obbligo di assicurare un'attività formativa di durata e contenuti programmati e per la stipulabilità soltanto da datori di lavoro che, al momento della richiesta di avviamento, abbiano confermato in servizio almeno una percentuale minima dei contratti instaurati con la stessa fonte e venuti a scadere nei mesi precedenti.
Come per ogni tipo di contratto di lavoro, anche nei contratti di formazione e lavoro era richiesta la forma scritta ad substantiam, in mancanza della quale il contratto viene automaticamente convertito a tempo indeterminato.
Attualmente il Contratto di Formazione e Lavoro non è più sottoscrivibile perché abrogato, con riferimento peraltro al solo settore privato; ugualmente il Contratto di inserimento è stato abrogato dalla legge 92/2012.
Il contratto di formazione e lavoro permane invece nel settore del Pubblico Impiego.